# Ciućkowo
Ciućkowo – wieś sołecka w Polsce położona w województwie mazowieckim, w powiecie płockim, w gminie Wyszogród.
| SIMC    | Nazwa    | Rodzaj    |
| ------- | -------- | --------- |
| 0579030 | Imolinek | część wsi |

W latach 1975–1998 miejscowość administracyjnie należała do województwa płockiego. 1 stycznia 2003 gajówka Ciućkowo-Gajówka została zlikwidowana jako osobna miejscowość i weszła w skład wsi Ciućkowo, a będące dotychczasowymi częściami wsi Ciućkowo w Lesie i Ciućkowo za Lasem zostały zlikwidowane jako osobne miejscowości.
Na terenie wsi funkcjonuje ośrodek medyczno-psychologiczny VIDE, który oferuje pomoc osobom uzależnionym, z zaburzeniami lękowo-depresyjnymi oraz autyzmem dziecięcym.